# Strychnos rondeletioides
Strychnos rondeletioides är en tvåhjärtbladig växtart som beskrevs av Richard Spruce och George Bentham. Strychnos rondeletioides ingår i släktet Strychnos och familjen Loganiaceae. Inga underarter finns listade i Catalogue of Life.